# Frederick Gray
Minister of Defence Frederick Gray is een personage uit de James Bondfilms gespeeld door acteur Geoffrey Keen. Gray is als minister van defensie de eigenlijke baas van MI6, de Britse geheime dienst. En daarbij indirect de hoogste baas van James Bond. Het is een autoritair en stoffig type.
Frederick Gray duikt voor het eerst op in de film The Spy Who Loved Me (1977), waarin hij en bescheiden rol speelt. Zijn bijdragen worden in de loop der films echter steeds minder. Na zijn tweede film, Moonraker (1979), heeft hij in For Your Eyes Only (1981) weer een iets grotere rol, aangezien in die film het personage M niet voorkomt. En diens taken min of meer worden overgenomen door Gray, Q en stafchef Bill Tanner. Het is in die film dan ook de enige keer dat de minister op zijn eigen kantoor te zien is. Na de films Octopussy (1983) en A View to a Kill (1985) is zijn laatste optreden in The Living Daylights (1987). Naar mag worden aangenomen is Frederick Gray na die tijd met pensioen gegaan.
In alle films waarin Frederick Gray opdraaft, maakt ook General Gogol van de KGB zijn opwachting.